# Waza-ari
Waza-ari is een score in Japanse vechtsporten die door een scheidsrechter toegekend wordt. De term wordt gebruikt in judo, Jiujitsu en in nunchaku-do.

## Judo
Waza-ari is de op een na hoogste score die in een judowedstrijd behaald kan worden en komt overeen met zeven judopunten. Indien een judoka een tweede waza-ari behaalt, wordt een ippon toegekend, een onmiddellijke winst.

## Nunchaku-do
In het Nunchaku-do staat een waza-ari voor een punt, deze wordt toegekend voor een goed uitgevoerde techniek. Verder is er de ippon (twee punten) en zijn er halve strafpunten (chui). Wie voor het eind van de wedstrijd zes punten heeft, wint onmiddellijk.